# Кляйн, Изабель
Изабель Кляйн (в девичестве Нагель нем. Isabel Klein (Nagel); род. 28 июня 1984 года, Мюнхен) — немецкая гандболистка, правая крайняя и защитница клуба «Букстехудер» и сборной Германии.

## Семья
Замужем за Домиником Кляйном, игроком команды «Киль» и мужской сборной Германии (свадьба состоялась 3 июля 2009). Есть сестра Михаэла, игрок команды «Шляйссхайм», и брат Кристоф (также игрок клуба «Шляйссхайм», известен ещё и по выступлениям за «Фюрстенфельдбрук» в чемпионате Баварии). 23 февраля 2014 у Доминика и Изабель родился сын.

## Карьера

### Клубная
Воспитанница школы баварского гандбола, играла в клубах «Шляйссхайм» и «Исманнинг». С 2003 по 2007 годы играла за клуб «Бенсхайм/Ауэрбах» во 2-й Южной Бундеслиге. С 1 июля 2007 играет в составе клуба «Букстехудер».
Изабель также играет в пляжный гандбол, в декабре 2006 года она появилась на обложке одного из гандбольных журналов вместе с Янин Хетцер и Франциской Хайнц в преддверии чемпионата мира 2006 года в Рио-де-Жанейро. 29 января 2007 по версии журнала «Bergsträßer Anzeigers» она была признана спортсменкой года.

### В сборной
В активе Изабель 65 игр и 84 гола за женскую сборную Германии. Она была кандидатом на поездку на Олимпийские игры 2008, но в последний момент была исключена из состава. С октября 2011 года капитан женской сборной.

## Вне спортивной карьеры
В 2013 году Изабель работала на немецком телеканале Sport1, освещая матчи чемпионата мира в Сербии.

## Достижения

### В молодёжных командах
- 4-кратная чемпионка Баварии с клубом «Исманинг» (2 раза в команде C, 2 раза в команде B)
- Чемпионка Баварии с клубом «Исманинг» в основном составе
- Вице-чемпионка Германии с клубом «Исманинг» в команде B
- Чемпионка Германии 2001 в составе сборной Баварии в Кубке земель

### В основных клубах
- Чемпионка Баварии 2001 с клубом «Исманинг»
- Вице-чемпионка Германии по пляжному гандболу 2002
- Четвертьфиналистка Кубка Германии 2006/2007
- Победительница Кубка вызова ЕГФ 2010
- Вице-чемпионка Германии 2011
- Финалистка Кубка Германии 2011

### В сборных
- Вице чемпионка Европы 2001 среди юношеских команд
- 5-е место на чемпионате Европы 2003 среди молодёжных команд
- Чемпионка Европы по пляжному гандболу 2006
- Вице-чемпионка мира по пляжному гандболу 2006
- 7-е место на чемпионате мира 2009